# Naval Group

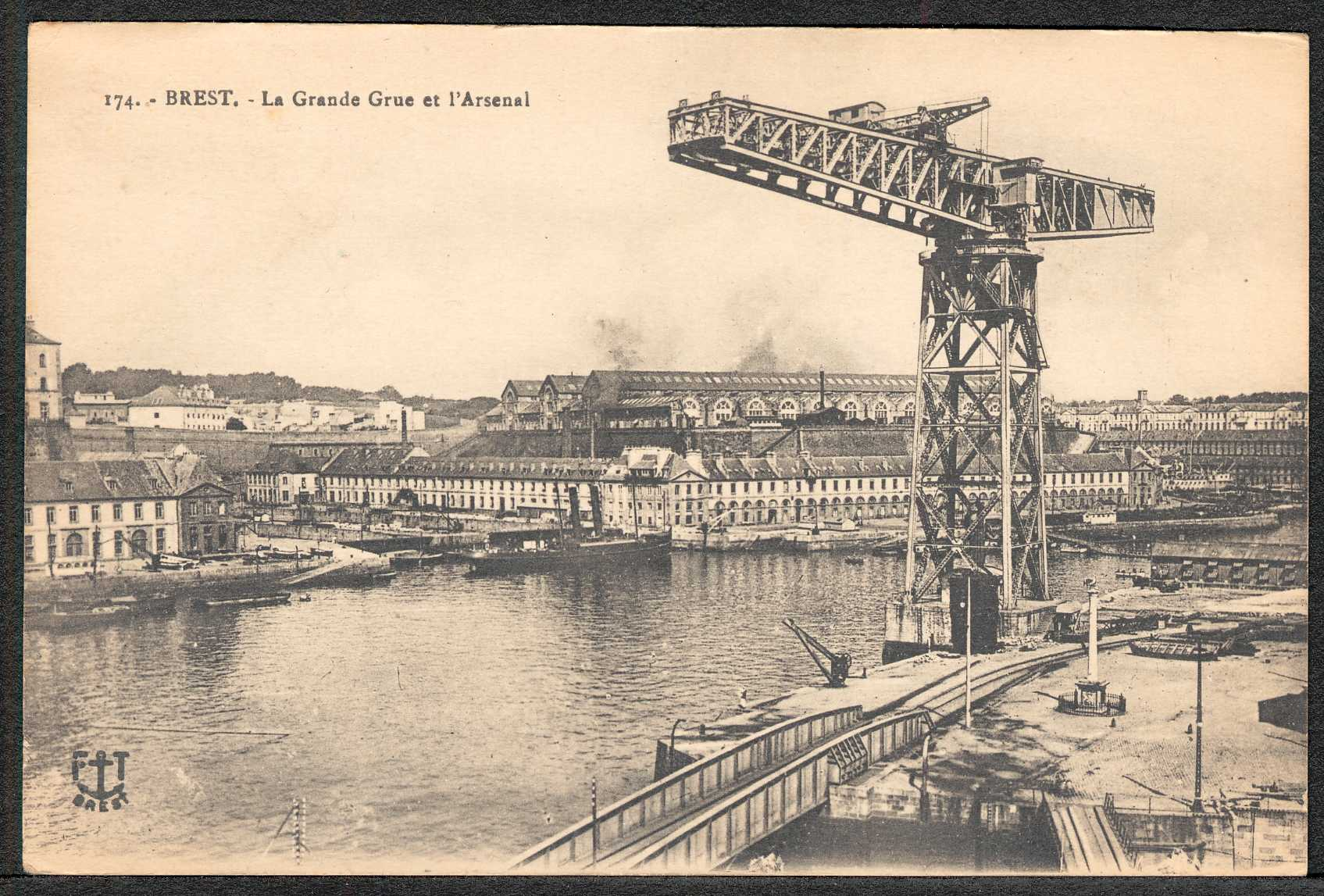
De scheepswerf in Brest (circa 1920)

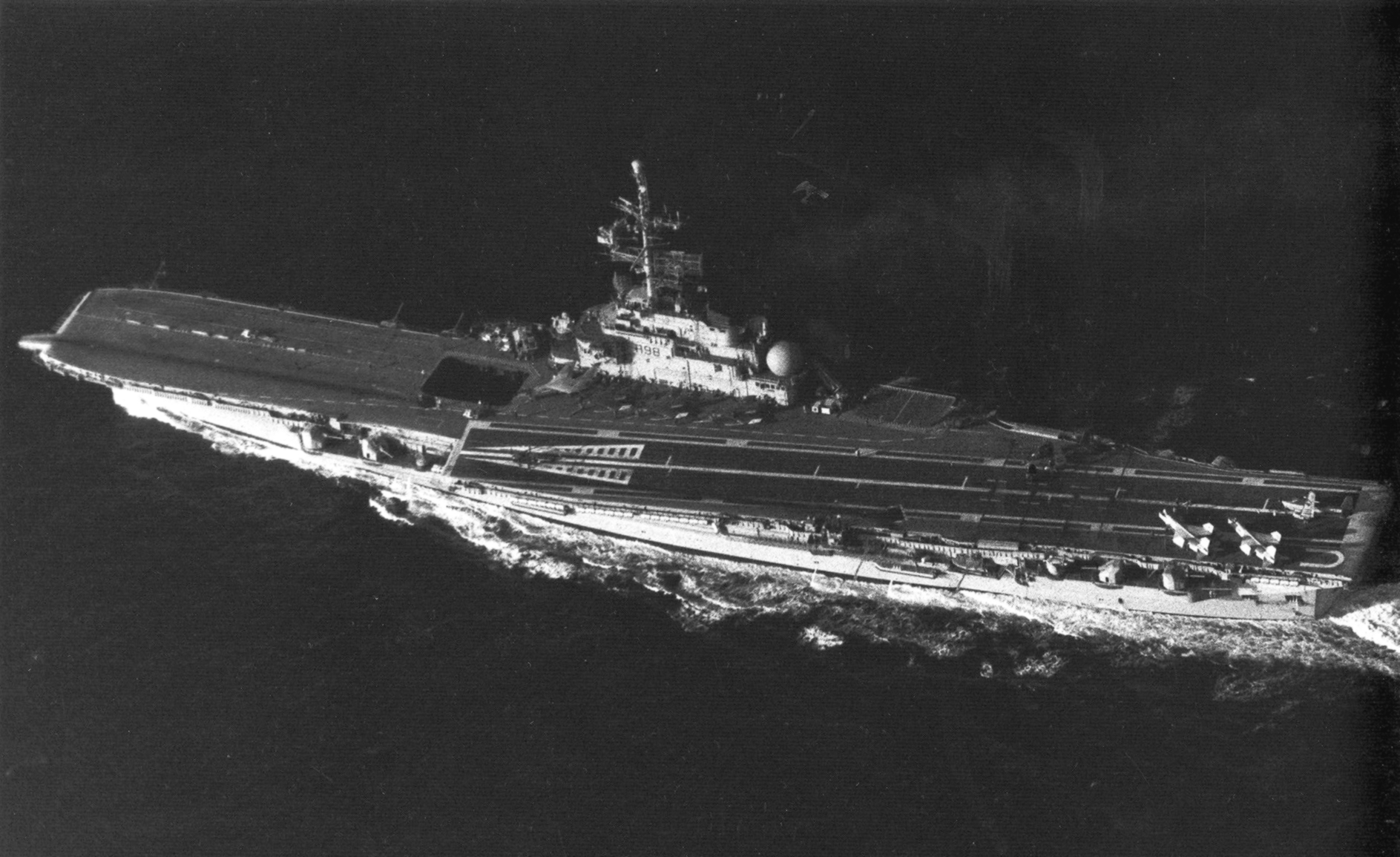
Vliegdekschip Clemeceau in 1981

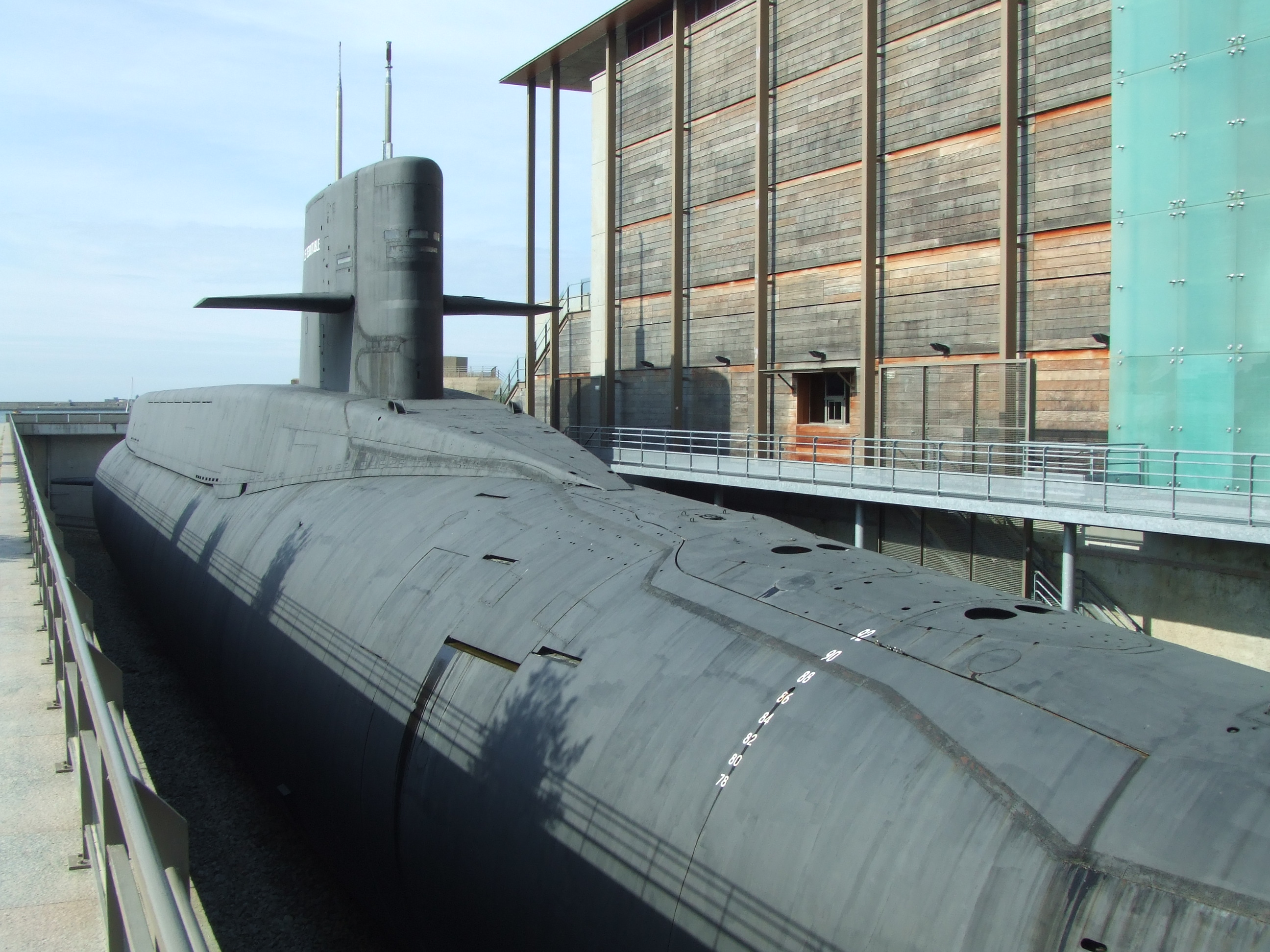
Le Redoutable als museumboot in Cherbourg

Naval Group is een Franse industriële groep die gespecialiseerd is in de scheepsbouw voor de marine. Naval Group is voor het grootste deel in handen van de Franse staat en 35% van de aandelen is in handen van Thales Groep. In 2022 had de groep 16.000 mensen in dienst die actief waren in 18 landen.

## Activiteiten
Naval Group is een belangrijke fabrikant van marineschepen, het maakt oppervlakteschepen en onderzeeboten. Het heeft werven in de Franse havensteden Toulon, Brest en Lorient. In 2022 werden er opdrachten ontvangen ter waarde van 5,8 miljard euro en tegen het einde van dat jaar had het bedrijf voor 15,3 miljard euro aan opdrachten in het orderboek staan.

## Geschiedenis
De geschiedenis van het bedrijf gaat terug tot 1631, toen Frankrijk besloot een werf voor de marine te bouwen in Brest. Andere werven volgden in andere kustplaatsen.
In 1927 werd de verdeling van de taken opnieuw gedefinieerd. De werven in Brest en Lorient werden verantwoordelijk voor de bouw van grote schepen. Cherbourg richtte zich op de bouw van onderzeeboten en Toulon en Bizerte (Tunesië) werden ingericht voor onderhoudstaken aan de vloot.
Vanaf 1944 was Louis Jacquinot van de marine verantwoordelijk voor de wederopbouw en modernisering van de vloot. In de Tweede Wereldoorlog was een groot deel van de vloot vernietigd, dit gebeurde vooral met de aanval op Mers-el-Kébir en  het tot zinken brengen van de vloot in Toulon op 27 november 1942.
In 1946 werden de taken weer opnieuw ingedeeld. Brest was verantwoordelijk voor de bouw en het herstel van grote marineschepen, Lorient voor de bouw van middelgrote schepen en in Cherbourg bleef de focus op onderzeeërs. Voor reparatie en onderhoud bleef Toulon het belangrijkst. Alle activiteiten vielen onder de Direction Centrale des Constructions et Armes Navales (DCCAN).
Onder leiding van president de Gaulle werd in 1958 het Franse militaire nucleaire programma en het afschrikkingsbeleid vormgegeven. Dit leidde in 1971 tot de inbedrijfstelling van Le Redoutable, de eerste Franse onderzeeër uitgerust met kernwapens.
In 1965 volgde weer een reorganisatie, de activiteiten gingen verder als Direction Technique des Constructions Navales (DTCN). In de jaren zeventig raakte Frankrijk de overzeese koloniën kwijt, buitenlandse vestigingen vielen weg en de behoefte aan oorlogsschepen nam hierdoor mede af. Er moesten nieuwe civiele markten worden betreden om het personeel aan het werk te houden en de kennis te behouden. Er werden ook buitenlandse opdrachten aangenomen en diverse exemplaren van de Daphné onderzeebootklasse werden aan buitenlandse partijen verkocht. Deze processen werden versneld met de einde van de Koude Oorlog.
Op 14 mei 1986 werd DTCN omgevormd tot Direction des Constructions Navales (DCN). Het werd de industriële hoofdaannemer voor nieuwbouw- en reparatieactiviteiten. Actief werden buitenlandse opdrachten aangezocht en in 1994 leverde het drie Agosta onderzeeërs aan Pakistan en in 1997 werden twee Scorpène onderzeeërs gebouwd voor Chili. In 2000 werd ook een contract binnengehaald voor de levering van zes fregatten van de Formidable-klasse voor Singapore. Met Maleisië werd in 2002 een contract getekend voor twee Scorpène onderzeeërs. De DCN won in 1997 ook diverse contracten voor de bouw van platforms voor de offshore olie- en gasindustrie.
In 2001 besloot de Franse regering DCN op afstand te plaatsen en te privatiseren, het werd een naamloze vennootschap. In 2007 verwierf DCN de maritieme activiteiten van Thales Groep. In ruil kreeg Thales een minderheidsbelang van 25% in DCN. De naam werd enigszins aangepast tot DCNS, waarbij de laatste S duidde op Diensten (Engels: Services) en Systemen. In 2011 verhoogde Thales zijn belang tot 35% in DCNS.
DCNS bleef zich richten op de marine taken, maar richtte zich ook op civiele markten voor kern- en hernieuwbare energie. 
In 2016 won het een contract van 34 miljard euro voor de bouw van twaalf onderzeeboten van de Barracudaklasse, maar met dieselelektrische aandrijving, voor de Koninklijke Australische marine.
Op 28 juni 2017 werd de naam gewijzigd in Naval Group. Dit gebeurde op de dag dat het bedrijf zijn 400-jarig jubileum vierde.
In 2019 kreeg het opdracht voor de bouw van zes mijnenvegers voor de Marinecomponent van Defensie van België.
In 2019 leverde het de eerste onderzeeboot van de Suffrenklasse aan de Franse marine. Het was de eerste van zes nucleair aangedreven aanvalsduikboten die tegen 2025 de Rubisklasse vervangt.
In 2021 werd het bedrijfsonderdeel dat zich richt op de bouw van offshore windturbines verkocht aan het Italiaanse Saipem.
In februari 2024 ontving Naval Group de voorlopige order voor de bouw van vier onderzeeboten van de Orkaklasse voor de Koninklijke marine van Nederland.